# 矢吹健太朗
矢吹健太朗（日语：／ Yabuki Kentarō，1980年2月4日—），日本漫畫家，高知縣高知市出生、岡山縣出身，血型O型。因為父親工作調動的關係，在初中一年级的时候住在福岡縣北九州市，初中二年级則在岡山縣度過。

## 簡歷
- 1997年9月以短篇漫畫〈MOON DUST〉獲得集英社第14回天下一漫畫賞審査員特別賞。

- 2001年，柏木志保成為矢吹的助手，兩人開始交往同居，2005年結婚。

- 2006年前妻柏木志保產下一女，2009年離婚時掀起一陣波瀾，由矢吹獲得女兒監護權。

- 2015年7月在《Jump Square》2015年9月號宣布再婚。再婚的妻子有個姊姊是漫畫家篠原健太的妻子，矢吹因而與篠原成為了連襟關係[1]。

- 2022年6月再婚妻子產下一子。[2]

曾在《Jump Square》2013年1月號的訪問中，自述其就讀國小的女兒看了《出包王女DARKNESS》角色的冬季彩圖後，吐槽角色樣貌太像小孩。在2020年《妖幻三重奏》單行本第1卷即將出版時，女兒問他「單行本第1卷會解禁○○嗎？」「請回應大家的期待！」。
於2016年所出版的《出包王女DARKNESS》新畫集《Harem Gold》中首次結合手機應用程式，廣受好評。在2016年6月所出版的《JUMP流！卡漫繪圖講座特集 VOL.11》中分享其作畫的技巧與心路歷程。
2010年8月1日由青文出版社邀請出席第11屆漫畫博覽會，舉辦《嬌蠻貓娘大橫行》的簽名會，並成為首次讓小說原作、小說插畫和漫畫版作者同行舉辦簽名會的首例。2016年6月，少年JUMP以矢吹為名，設立了「矢吹健太朗漫畫賞」，並聘請本人擔任審查委員長的工作。2016年8月16日受邀來台出席第17屆漫畫博覽會並且舉辦《出包王女DARKNESS》簽名會。

## 作品列表
- 《邪馬台幻想記》
  - 邪馬台幻想記（單篇，《赤丸Jump》1998年春號）
  - 邪馬台幻想記（單篇，《週刊少年Jump》、1998年37･38號）
  - 邪馬台幻想記（連載，《週刊少年Jump》、1999年12号－29號、全2卷）
- 《時限爆咒》（原作：希崎火夜，JUMP j BOOKS、1999年12月發行）
- 《BLACK CAT》
  - STRAY CAT（單篇，《週刊少年Jump》1999年46號）
  - BLACK CAT（連載，《週刊少年Jump》2000年32號－2004年29號，全20卷）
  - BLACK CAT特別編（單篇，《週刊少年Jump》2004年19號，裏表紙付録）
  - BLACK CAT特別編（單篇，《Go!Go!Jump》）
- 《出包王女》（脚本：長谷見沙貴）
  - 出包王女（連載，《週刊少年Jump》2006年21･22號－2009年40號，全18卷）
  - 出包王女DARKNESS（連載，《Jump Square》2010年11月號－2017年4月號，全18卷）
  - 出包王女DARKNESS 番外篇（連載，《Jump SQ.19》）
- TRANS BOY（單篇，《週刊少年Jump》2004年37･38號）
- 《嬌蠻貓娘大橫行》（連載，集英社Super Dash文庫。原作：松智洋、原作插圖：ぺこ。《Jump Square》2010年2月號－9月號、《Jump SQ.19》2010年夏號－秋號）
- 《双神☆DOUBLE》、原名《フタガミ☆ダブル》（單篇，《週刊少年Jump》2010年05・06號）
- 《DARLING in the FRANXX》（連載，《少年Jump+》2018年1月14日－2020年1月26日，全8卷）
- 《妖幻三重奏》（連載，《週刊少年Jump》2020年28號－2022年第20號、《少年Jump+》2022年4月號－2023年9月號，全16卷）

### 動畫相關
- 要聽爸爸的話！（第2話End Card插圖）
- 偽戀（第18話片尾插圖）

### 插畫
- 奇幻☆怪盜？（松智洋著、DASH X文庫、插畫）
  - 奇幻☆怪盜R（松智洋・StoryWorks著、DASH X文庫、插畫）
- 薔薇少女（《週刊YOUNG JUMP》 43号（集英社）海報插圖）
- 七龍珠（連載30周年賀圖）
- 烏龍派出所（連載40周年賀圖）
- 烏龍派出所（《週刊少年JUMP》（集英社）連載40周年記念増刊號、短篇）

## 相關人物
小畑健
矢吹於出道連載前在其手下擔任助手及拜師。
長谷見沙貴
於電視動畫《黑貓》擔任劇本的工作。因緣際會下負責《出包王女》的劇本。
柏木志保
前妻、前助手。

### 助手
- 佐藤嘉孝
- ひだ勝典
- 本名健太郎